# Luigi Carletti
Pour les articles homonymes, voir Carletti.
Luigi Carletti (né le 16 juillet 1960 à Piombino dans la province de Livourne) est un journaliste et romancier italien.

## Biographie
Luigi Carletti suit ses études à l'université de Pise. En 1987, il a été acteur dans le film Figlio mio infinitamente caro.
Il est aujourd'hui journaliste et travaille dans une dizaine de quotidiens du groupe L'Espresso. En 1995, il a été élu « journaliste italien de l'année  ».
Il est l'auteur de cinq romans thriller. En 2007, un de ses récits Il Pilota, a inspiré un téléfilm Operazione pilota, vu sur la Rai Uno.

## Œuvres
- 1996 : Una traccia nella palude (Une piste dans le marais), éd. Baldini & Castoldi.
- 1998 : Giuramento etrusco (Serment étrusque), éd. Baldini & Castoldi.
- 2006 : Alla larga dai comunisti (Loin des communistes), éd. Baldini & Castoldi.
- 2008 : Lo schiaffo (La gifle), éd. Baldini & Castoldi.
- 2012 : Prison avec piscine (Prigione con piscina), traduit par Marianne Faurobert, éd. Liana Levi, 247 pages.